# LIV Golf 2025
Navigation
Édition précédente Édition suivante
Le LIV Golf 2025 est la quatrième édition du LIV Golf, circuit masculin de golf, qui se déroule du 8 février à août 2025 à travers le monde. Quatorze tournois sont programmés dont un ultime uniquement par équipe. Le plateau est composé de treize équipes de quatre golfeurs pour les épreuves par équipes aux côtés d'un classement individuel.
Ce circuit est le premier concurrent du PGA Tour, circuit hégémonique du golf masculin qui se déroule principalement aux États-Unis. Après de nombreux arrivées de joueurs de premier plan émanant du circuit du PGA Tour les années précédentes, cette édition est principalement composée de joueurs ayant pris part au LIV Golf lors de l'édition 2024.

## Préparation de l'évènement
| Riyad Adelaide Hong Kong Singapour Miami Mexico Corée du Sud Washington Dallas Andalucía United Kingdom Chicago Indianapolis Détroit |

Le LIV Golf 2025 renouvelle la calendrier de sa saison sur le modèle de l'édition 2024, à savoir quatorze tournois programmés à travers le monde dont un ultime uniquement par équipe.

### Choix des tournois
Les quatorze tournois sont programmés sur des parcours définis à l'avance. Il y a quasiment deux tournois par mois prévus.
La saison débute en février en Arabie Saoudite à Riyad avant de se rendre à Adelaide, Hong-Kong et Singapour. De retour aux États-Unis pour Miami, les joueurs se rendent ensuite à Mexico, puis en Corée du Sud, avant une double étape aux États-Unis, à Washington et Dallas. En juillet, il est programmé deux tournois en Europe, le premier en Espagne puis le second au Royaume-Uni, avant de revenir aux États-Unis à Chicago et Indianapolis. L'ultime tournoi se dispute par équipes à dans le Michigan.

### Organisation
Le fonds public d'investissement d'Arabie saoudite dirigé par Yasir Al-Rumayyan reste le principal financeur de ce circuit. Le directeur général est désormais l'Américain Scott O’Neil qui remplace Greg Norman en janvier 2025.

## Acteurs du LIV Golf 2025
Le plateau est composé de treize équipes de quatre golfeurs pour les épreuves par équipes aux côtés d'un classement individuel, comme lors de l'édition 2024. Ainsi, 52 joueurs prennent part à chaque tournoi. La seule arrivée notable est la signature de l'Américain Tom McKibbin qui est issu du PGA Tour.

### Composition des équipes
Comme lors de l'édition 2024, 54 participants sont présents à chaque tournoi avec treize équipes présentes :
| Equipe        | Membres                                     | Membres                                     | Membres                                     | Membres          | Membres    |
| Equipe        | Capitaine(s)                                | Joueur 2                                    | Joueur 3                                    | Joueur 4         | Remplaçant |
| ------------- | ------------------------------------------- | ------------------------------------------- | ------------------------------------------- | ---------------- | ---------- |
| 4Aces GC      | Dustin Johnson                              | Patrick Reed                                | Harold Varner III                           | Thomas Pieters   |            |
| Cleeks GC     | Martin Kaymer                               | Richard Bland                               | Frederik Kjettrup (N)                       | Adrian Meronk    |            |
| Crushers GC   | Bryson DeChambeau                           | Paul Casey                                  | Charles Howell III                          | Anirban Lahiri   |            |
| Fireballs GC  | Sergio García                               | Abraham Ancer                               | Luis Masaveu (N)                            | David Puig       |            |
| HyFlyers GC   | Phil Mickelson                              | Cameron Tringale                            | Brendan Steele                              | Andy Ogletree    |            |
| Iron Heads GC | Kevin Na                                    | Danny Lee                                   | Jang Yu-bin (N)                             | Jinichiro Kozuma |            |
| Legion XIII   | Jon Rahm                                    | Tyrrell Hatton                              | Caleb Surratt                               | Tom McKibbin (N) |            |
| Majesticks GC | Henrik Stenson, Ian Poulter et Lee Westwood | Henrik Stenson, Ian Poulter et Lee Westwood | Henrik Stenson, Ian Poulter et Lee Westwood | Sam Horsfield    |            |
| RangeGoats GC | Bubba Watson                                | Matthew Wolff                               | Peter Uihlein                               | Ben Campbell (N) |            |
| Ripper GC     | Cameron Smith                               | Marc Leishman                               | Matt Jones                                  | Lucas Herbert    |            |
| Smash GC      | Brooks Koepka                               | Jason Kokrak                                | Talor Gooch                                 | Graeme McDowell  |            |
| Stinger GC    | Louis Oosthuizen                            | Branden Grace                               | Charl Schwartzel                            | Dean Burmester   |            |
| Torque GC     | Joaquín Niemann                             | Mito Pereira                                | Sebastián Muñoz                             | Carlos Ortiz     |            |

N : joueurs ayant intégré le LIV Golf en 2025 

P : joueurs promus au LIV Golf en 2025

## Calendrier de la saison 2025
L'édition 2025 se déroule de février à août 2025.
| Date       | Tournoi                    | Dotation (US$) | Dotation (US$) | Vainqueur individuel  | Vainqueur par équipes |
| Date       | Tournoi                    | Individuel     | Equipe         | Vainqueur individuel  | Vainqueur par équipes |
| ---------- | -------------------------- | -------------- | -------------- | --------------------- | --------------------- |
| 08/02/2025 | LIV Golf Riyad             | 20,000,000     | 5,000,000      | Adrian Meronk (1)     | Legion XIII           |
| 16/02/2025 | LIV Golf Adelaide          | 20,000,000     | 5,000,000      | Joaquín Niemann (3)   | Fireballs GC          |
| 09/03/2025 | LIV Golf Hong Kong         | 20,000,000     | 5,000,000      | Sergio García (2)     | Fireballs GC          |
| 16/03/2025 | LIV Golf Singapore         | 20,000,000     | 5,000,000      | Joaquín Niemann (4)   | Fireballs GC          |
| 06/04/2025 | LIV Golf Miami             | 20,000,000     | 5,000,000      | Marc Leishman (1)     | Ripper GC             |
| 27/04/2025 | LIV Golf Mexico City       | 20,000,000     | 5,000,000      | Joaquín Niemann (5)   | Legion XIII           |
| 04/05/2025 | LIV Golf Korea             | 20,000,000     | 5,000,000      | Bryson DeChambeau (3) | Crushers GC           |
| 08/06/2025 | LIV Golf Virginia          | 20,000,000     | 5,000,000      | Joaquín Niemann (6)   | Crushers GC           |
| 29/06/2025 | LIV Golf Dallas            | 20,000,000     | 5,000,000      | Patrick Reed (1)      | Crushers GC           |
| 13/07/2025 | LIV Golf Andalucía         | 20,000,000     | 5,000,000      | Talor Gooch (4)       | Legion XIII           |
| 27/07/2025 | LIV Golf United Kingdom    | 20,000,000     | 5,000,000      | Joaquín Niemann (7)   | Legion XIII           |
| 10/08/2025 | LIV Golf Chicago           | 20,000,000     | 5,000,000      |                       |                       |
| 17/08/2025 | LIV Golf Indianapolis      | 20,000,000     | 5,000,000      |                       |                       |
| 24/08/2025 | LIV Golf Team Championship | -              | 50,000,000     | -                     |                       |

## Classements saison 2025

### Attribution des points
| Position | Points | Gain              |
| 1er      | 40     | 4 000 000 dollars |
| 2e       | 30     | 2 250 000 dollars |
| 3e       | 24     | 1 500 000 dollars |
| 4e       | 18     | 1 000 000 dollars |
| 5e       | 16     | 800 000 dollars   |
| 6e       | 14     | 700 000 dollars   |
| 7e       | 13     | 600 000 dollars   |
| 8e       | 12     | 525 000 dollars   |
| 9e       | 11     | 442 500 dollars   |
| 10e      | 9      | 405 000 dollars   |
| 11e      | 8      | 380 000 dollars   |
| 12e      | 7      | 360 000 dollars   |
| 13e      | 6      | 340 000 dollars   |
| 14e      | 4      | 320 000 dollars   |
| 15e      | 4      | 300 000 dollars   |
| 16e      | 2      | 285 000 dollars   |
| 17e      | 3      | 270 000 dollars   |
| 18e      | 2      | 260 000 dollars   |
| 19e      | 2      | 250 000 dollars   |
| 20e      | 2      | 240 000 dollars   |
| 21e      | 1      | 230 000 dollars   |
| 22e      | 1      | 220 000 dollars   |
| 23e      | 1      | 210 000 dollars   |
| 24e      | 1      | 200 000 dollars   |
| 25e      | 0      | 195 000 dollars   |
| 26e      | 0      | 190 000 dollars   |
| 27e      | 0      | 185 000 dollars   |

| Position | Points | Gain            |
| 28e      | 0      | 180 000 dollars |
| 29e      | 0      | 175 000 dollars |
| 30e      | 0      | 170 000 dollars |
| 31e      | 0      | 165 000 dollars |
| 32e      | 0      | 160 000 dollars |
| 33e      | 0      | 155 000 dollars |
| 34e      | 0      | 150 000 dollars |
| 35e      | 0      | 148 000 dollars |
| 36e      | 0      | 145 000 dollars |
| 37e      | 0      | 143 000 dollars |
| 38e      | 0      | 140 000 dollars |
| 39e      | 0      | 138 000 dollars |
| 40e      | 0      | 135 000 dollars |
| 41e      | 0      | 133 000 dollars |
| 42e      | 0      | 130 000 dollars |
| 43e      | 0      | 128 000 dollars |
| 44e      | 0      | 128 000 dollars |
| 45e      | 0      | 125 000 dollars |
| 46e      | 0      | 125 000 dollars |
| 47e      | 0      | 123 000 dollars |
| 48e      | 0      | 120 000 dollars |
| 49e      | 0      | 60 000 dollars  |
| 50e      | 0      | 60 000 dollars  |
| 51e      | 0      | 60 000 dollars  |
| 52e      | 0      | 50 000 dollars  |
| 53e      | 0      | 50 000 dollars  |
| 54e      | 0      | 50 000 dollars  |

| Position | Points | Gain              |
| 1er      | 32     | 3 000 000 dollars |
| 2e       | 24     | 1 500 000 dollars |
| 3e       | 16     | 500 000 dollars   |
| 4e       | 12     | 0 dollar          |
| 5e       | 8      | 0 dollar          |
| 6e       | 4      | 0 dollar          |
| 7e       | 2      | 0 dollar          |
| 8e       | 1      | 0 dollar          |
| 9e       | 0      | 0 dollar          |
| 10e      | 0      | 0 dollar          |
| 11e      | 0      | 0 dollar          |
| 12e      | 0      | 0 dollar          |

### Classement des golfeurs
| Pos. | Golfeur         | RIY | ADE | HON | SIN | MIA | MEX | COR | WAS | DAL | AND | UNI | CHI | IND | Points | Gains individuels |
| 1    | Joaquín Niemann | 33e | 1er | 12e | 1er |     |     |     |     |     |     |     |     |     | 84,66  |                   |
| 2    | Jon Rahm        | 2e  | 6e  | 6e  | 5e  |     |     |     |     |     |     |     |     |     | 66,70  |                   |
| 3    | Sergio García   | 6e  | 18e | 1er | 32e |     |     |     |     |     |     |     |     |     | 54,00  |                   |
| 4    | Sebastián Muñoz | 2e  | 45e | 6e  | 5e  |     |     |     |     |     |     |     |     |     | 52,70  |                   |
| 5    | Dean Burmester  | 4e  | 12e | 2e  | 29e |     |     |     |     |     |     |     |     |     | 51,66  |                   |

### Classement des équipes
| Pos. | Equipes      | RIY | ADE | HON | SIN | MIA | MEX | COR | WAS | DAL | AND | UNI | CHI | IND | Points |
| ---- | ------------ | --- | --- | --- | --- | --- | --- | --- | --- | --- | --- | --- | --- | --- | ------ |
| 1    | Fireballs GC | 5e  | 1er | 1er | 1er |     |     |     |     |     |     |     |     |     | 104    |
| 2    | Legion XIII  | 1er | 2e  | 5e  | 2e  |     |     |     |     |     |     |     |     |     | 86     |
| 3    | Torque GC    | 7e  | 3e  | 5e  | 4e  |     |     |     |     |     |     |     |     |     | 36     |
| 4    | Ripper GC    | 2e  | 9e  | 3e  | 10e |     |     |     |     |     |     |     |     |     | 34     |
| 5    | Crusher GC   | 4e  | 4e  | 9e  | 5e  |     |     |     |     |     |     |     |     |     | 32     |